# چهارطاق (کبودرآهنگ)
چهارطاق (کبودرآهنگ)، روستایی از توابع بخش شیرین‌سو شهرستان کبودرآهنگ در استان همدان ایران است.

## جمعیت
این روستا در دهستان شیرین‌سو قرار دارد و براساس سرشماری مرکز آمار ایران در سال ۱۳۹۵، جمعیت آن ۱۷۰ نفر (۵۳خانوار) بوده‌است.
اهالی این روستا به زبان ترکی (آذربایجانی) تکلم می‌کنند. اسم این روستا در زبان محلی چارداق (به معنی کمپ در ترکی) است.

## قنات
قنات با قدمت بیش از ۲۰۰سال وباطولی بیش۲۰۰۰مترمی باشد و مظهر چاه لوله گذاری شده است و از نظر تاریخی از قدیمی ترین روستای بخش می باشد